# Glabbeek (Vlaams-Brabant)
Glabbeek is een plaats en gemeente in de Belgische provincie Vlaams-Brabant. De gemeente telt ruim 5000 inwoners en ligt op een hoogte van 62 meter.

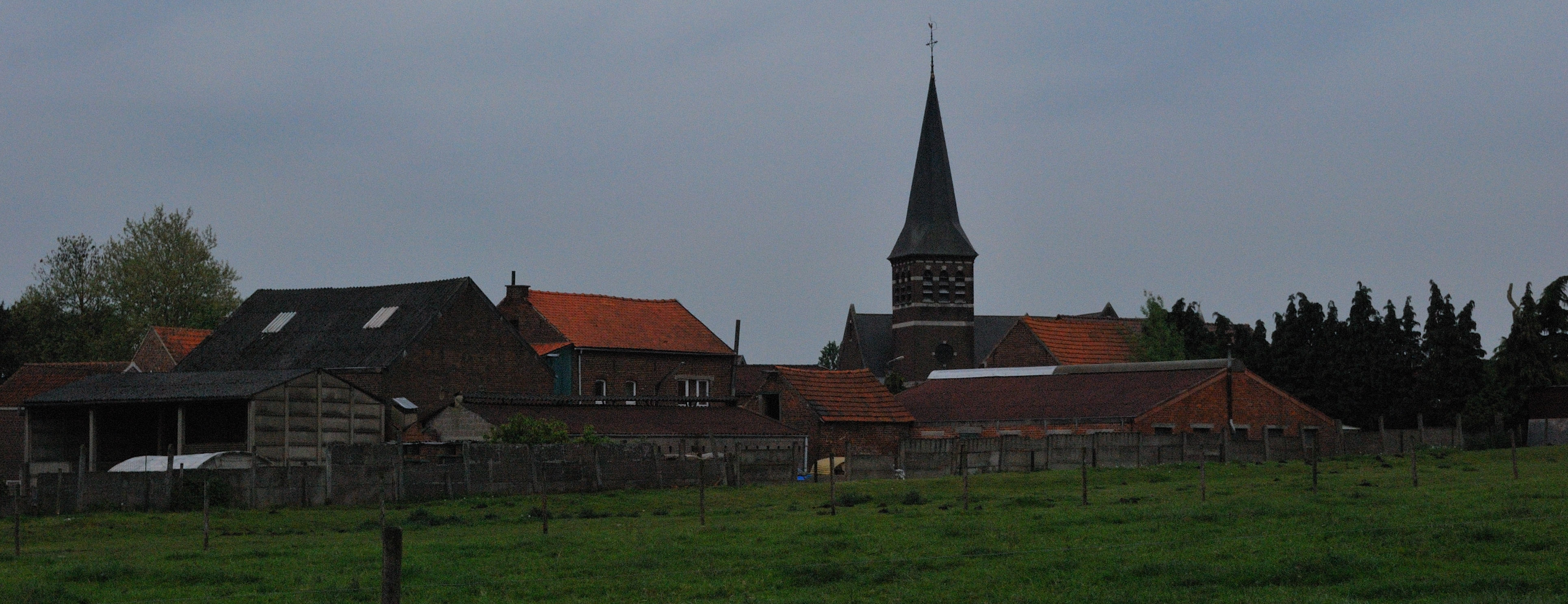
dorpskom van Glabbeek met Sint-Niklaaskerk

## Geschiedenis
De dorpsnaam betekent "gladde (heldere of snel stromende) beek", en dus vergelijkbaar met de namen Klabbeek (Clabecq), een deelgemeente van Tubeke, en in Duitsland Gladbeck en Mönchengladbach. De plaatsnaam Glabais nabij Genepiën is ook afgeleid van "Glabbeek".
De twee dorpen Glabbeek en Zuurbemde waren eertijds aanhorigheden van het schepenschap Kapellen, in de meierij Halen, onderverdeling van de meierij Tienen.
In 1183 wordt een zekere Frizo van Glabbec vermeld, die hertog Godfried III van Leuven naar Jeruzalem vergezelde. Ridder Leo Jan de Paepe, een rechtsgeleerde uit de Spaanse Nederlanden, was heer van Glabbeek (erkenning van 6 november 1680).
Op de Ferrariskaart uit de jaren 1770 is het dorp weergegeven als Clabbeeck. Op het eind van het ancien régime werd Glabbeek een gemeente, maar deze werd in 1825 al samengevoegd met de opgeheven gemeente Zuurbemde tot Glabbeek-Zuurbemde.
In maart 1945 stort nabij Glabbeek een Britse Avro Lancaster-bomenwerper neer. De delen van dit toestel werden in 2016 opgegraven door Plane Hunters. Het toestel wordt sinds 2021 geëxposeerd in Oorlogsmuseum Overloon in het Nederlandse Overloon. Daarbij zijn de meer dan 2000 brokstukken uitgelegd in de vorm van het vliegtuig.
Bij de gemeentelijke fusies van 1977 werden Attenrode, Bunsbeek en Kapellen aangehecht als deelgemeente. Voor 1981 heette de gemeente Glabbeek-Zuurbemde, daarna werd dit kortweg Glabbeek.

## Kernen
De gemeente bestaat uit de deelgemeenten Attenrode, Bunsbeek, Kapellen en Glabbeek-Zuurbemde. In Glabbeek-Zuurbemde liggen de dorpen Glabbeek en Zuurbemde. In Attenrode ligt nog het dorpje Wever.

#### Tabel
| # | Naam               | Opp. (km²) | Inwoners (2020) | Inwoners per km² | NIS-code |
| - | ------------------ | ---------- | --------------- | ---------------- | -------- |
| 1 | Glabbeek-Zuurbemde | 7,11       | 1.390           | 196              | 24137A   |
| 2 | Attenrode-Wever    | 4,67       | 1.074           | 230              | 24137B   |
| 3 | Bunsbeek           | 10,04      | 1.789           | 178              | 24137C   |
| 4 | Kapellen           | 5,17       | 1.068           | 207              | 24137D   |

## Bezienswaardigheden

### Bouwkundig erfgoed
- De Sint-Niklaaskerk uit 1896

### Houtig Erfgoed
- Een plataan als vrijheidsboom
- Een bomenrij van knot- eiken en wilgen met in het weiland ernaast knotessen.

## Natuur en landschap
Glabbeek ligt op een hoogte van 35-79 meter met het hoogste punt nabij het gehucht Rode. Waterlopen zijn de Fokkebeek en de Meenselbeek welke in zuidoostelijke richting naar de Velpe stromen.
Een oude trambedding vormt een groen lijnrelict in het landschap.

## Demografische ontwikkeling
Alle historische gegevens hebben betrekking op de huidige gemeente, inclusief deelgemeenten, zoals ontstaan na de fusie van 1 januari 1977.
- Bronnen:NIS, Opm:1831 tot en met 1981=volkstellingen; 1990 en later= inwonertal op 1 januari

| Inwoners van jaar tot jaar op 1 januari 1992 tot heden | Inwoners van jaar tot jaar op 1 januari 1992 tot heden | Inwoners van jaar tot jaar op 1 januari 1992 tot heden |
| jaar                                                   | Aantal                                                 | Evolutie: 1992=index 100                               |
| ------------------------------------------------------ | ------------------------------------------------------ | ------------------------------------------------------ |
| 1992                                                   | 4.860                                                  | 100,0                                                  |
| 1993                                                   | 4.863                                                  | 100,1                                                  |
| 1994                                                   | 4.841                                                  | 99,6                                                   |
| 1995                                                   | 4.893                                                  | 100,7                                                  |
| 1996                                                   | 4.935                                                  | 101,5                                                  |
| 1997                                                   | 4.955                                                  | 102,0                                                  |
| 1998                                                   | 4.990                                                  | 102,7                                                  |
| 1999                                                   | 5.008                                                  | 103,0                                                  |
| 2000                                                   | 5.071                                                  | 104,3                                                  |
| 2001                                                   | 5.069                                                  | 104,3                                                  |
| 2002                                                   | 5.101                                                  | 105,0                                                  |
| 2003                                                   | 5.091                                                  | 104,8                                                  |
| 2004                                                   | 5.115                                                  | 105,2                                                  |
| 2005                                                   | 5.162                                                  | 106,2                                                  |
| 2006                                                   | 5.189                                                  | 106,8                                                  |
| 2007                                                   | 5.216                                                  | 107,3                                                  |
| 2008                                                   | 5.235                                                  | 107,7                                                  |
| 2009                                                   | 5.264                                                  | 108,3                                                  |
| 2010                                                   | 5.239                                                  | 107,8                                                  |
| 2011                                                   | 5.312                                                  | 109,3                                                  |
| 2012                                                   | 5.269                                                  | 108,4                                                  |
| 2013                                                   | 5.300                                                  | 109,1                                                  |
| 2014                                                   | 5.300                                                  | 109,1                                                  |
| 2015                                                   | 5.382                                                  | 110,7                                                  |
| 2016                                                   | 5.305                                                  | 109,2                                                  |
| 2017                                                   | 5.326                                                  | 109,6                                                  |
| 2018                                                   | 5.298                                                  | 109,0                                                  |
| 2019                                                   | 5.271                                                  | 108,5                                                  |
| 2020                                                   | 5.321                                                  | 109,5                                                  |
| 2021                                                   | 5.340                                                  | 109,9                                                  |
| 2022                                                   | 5.344                                                  | 110,0                                                  |
| 2023                                                   | 5.426                                                  | 111,6                                                  |
| 2024                                                   | 5.425                                                  | 111,6                                                  |
| 2025                                                   | 5.449                                                  | 112,1                                                  |

## Dialect
De bestuurstaal is het Nederlands, maar een groot deel van de inwoners spreekt het plaatselijke Brabantse dialect (Getelands). De gemeente ligt vlak tegen de Uerdinger Linie (ik/ich-lijn) en ligt dus in het uiterste westen van het gebied waar deze klankverschuiving heeft plaatsgevonden.

## Politiek

### Resultaten gemeenteraadsverkiezingen sinds 1976
| Partij               | Partij                                               | 10-10-1976 | 10-10-1976 | 10-10-1982 | 10-10-1982 | 9-10-1988 | 9-10-1988 | 9-10-1994 | 9-10-1994 | 8-10-2000 | 8-10-2000 | 8-10-2006 | 8-10-2006 | 14-10-2012 | 14-10-2012 | 14-10-2018 | 14-10-2018 | 13-10-2024 | 13-10-2024 |
| Stemmen / Zetels     | Stemmen / Zetels                                     | %          | 15         | %          | 15         | %         | 15        | %         | 15        | %         | 17        | %         | 17        | %          | 17         | %          | 17         | %          | 17         |
| -------------------- | ---------------------------------------------------- | ---------- | ---------- | ---------- | ---------- | --------- | --------- | --------- | --------- | --------- | --------- | --------- | --------- | ---------- | ---------- | ---------- | ---------- | ---------- | ---------- |
|                      | Dorpspartij                                          | -          |            | -          |            | -         |           | -         |           | -         |           | -         |           | 30,0       | 6          | 55,0       | 12         | 73,3       | 13         |
|                      | PVV1 / VLD2 / Samen-Open VLDA / Open Vld3/ InspraakC | 20,341     | 3          | 18,351     | 2          | 19,061    | 3         | 20,592    | 0         | 21,152    | 3         | 18,752    | 3         | 15,54A     | 2          | 3,83       | 0          | -          |            |
|                      | SAMEN / Samen-Open VLDA / Samen-GroenB/ InspraakC    | -          |            | -          |            | -         |           | -         |           | 8,72      | 1         | 13,41     | 2         | 15,54A     | 2          | 12,1B      | 2          | 26,7C      | 4          |
|                      | Samen-GroenB/ InspraakC                              | -          |            | -          |            | -         |           | -         |           | -         |           | -         |           | -          |            | 12,1B      | 2          | 26,7C      | 4          |
|                      | CVP1 / CD&V2/ InspraakC                              | 47,561     | 8          | 36,811     | 7          | 35,61     | 6         | 37,941    | 0         | 46,11     | 9         | 46,412    | 9         | 32,42      | 6          | 18,42      | 3          | 26,7C      | 4          |
|                      | SP1 / sp.a2 / sp.a Plus3                             | 24,371     | 4          | 25,471     | 4          | 24,151    | 4         | 23,421    | 0         | 24,031    | 4         | 21,422    | 3         | 12,892     | 2          | 7,42       | 0          | 26,7C      | 4          |
|                      | N-VA                                                 | -          |            | -          |            | -         |           | -         |           | -         |           | -         |           | 9,18       | 1          | 3,3        | 0          | -          |            |
|                      | VFP                                                  | -          |            | 16,3       | 2          | 17,55     | 2         | 18,06     | 0         | -         |           | -         |           | -          |            | -          |            | -          |            |
| Anderen(*)           | Anderen(*)                                           | 7,73       | 0          | 3,08       | 0          | 3,63      | 0         | -         |           | -         |           | -         |           | -          |            | -          |            | -          |            |
| Totaal stemmen       | Totaal stemmen                                       | 3459       | 3459       | 3599       | 3599       | 3723      | 3723      | 3807      | 3807      | 3934      | 3934      | 3983      | 3983      | 3985       | 3985       | 4044       | 4044       | 3326       | 3326       |
| Opkomst %            | Opkomst %                                            |            |            |            |            | 96,9      | 96,9      | 96,18     | 96,18     | 96        | 96        | 96,82     | 96,82     | 95,38      | 95,38      | 96,4       | 96,4       | 76,6       | 76,6       |
| Blanco en ongeldig % | Blanco en ongeldig %                                 | 2,37       | 2,37       | 2,47       | 2,47       | 2,36      | 2,36      | 3,55      | 3,55      | 3,84      | 3,84      | 4,14      | 4,14      | 2,63       | 2,63       | 1,5        | 1,5        | 0,8        | 0,8        |

De rode cijfers naast de gegevens duiden aan onder welke naam de partijen telkens bij een verkiezing opkwamen.

De zetels van de gevormde meerderheid staan vetjes afgedrukt

(*) 1976: MGB / 1982: LIBV / 1988: GEMBEL

### Burgemeesters
| Partij | Partij      | Naam               | Periode    | Opmerking                                            |
| ------ | ----------- | ------------------ | ---------- | ---------------------------------------------------- |
|        | CVP         | Arsène De Coster   | 1977-1994  | eerste burgemeester na de gemeentefusie van Glabbeek |
|        | CVP en CD&V | Jean Vanschoubroek | 1995-2012  |                                                      |
|        | sp.a        | Jos Vicca          | 2013       | voormalig CD&V-lid                                   |
|        | Dorpspartij | Peter Reekmans     | 2014-heden |                                                      |

### Schepencollege
| Bevoegdheden | Bevoegdheden | Naam             | Partij      |
| ------------ | --- | ---------------- | ----------- |
|              | burgemeester Politie, brandweer, veiligheid, algemeen beleid, financiën, juridische zaken, burgerlijke stand, ruimtelijke ordening, lokale economie, mobiliteit, communicatie en erfgoed     | Peter Reekmans   | Dorpspartij |
|              | eerste schepen Jeugd, onderwijs, buitenschoolse kinderopvang, wonen, energie, drinkwater, welzijn, senioren, GMTA en gezin                                                                   | Hilde Holsbeeks  | Dorpspartij |
|              | tweede schepen Openbare werken, milieu, afvalbeheer, technische dienst, waterlopen, nutsvoorzieningen, personeel, dorpskernvernieuwing, kerkfabrieken, sociale zaken, landbouw en fruitteelt | Kris Vanwinkelen | Dorpspartij |
|              | derde schepen Groendienst, begraafplaatsen, dierenwelzijn, sport, feestelijkheden, toerisme, recreatie, jumelage en toezicht Autonoom Gemeentebedrijf AGB Glabbeek                           | Hans Hendrickx   | Dorpspartij |
|              | vierde schepen Patrimonium, middenstand, cultuur, bibliotheek, OCMW en voorzitter bijzonder comité voor de sociale dienst                                                                    | Tom Struys       | Dorpspartij |

### Gemeenteraad
Ondanks het slechte verkiezingsresultaat bleef CD&V na de verkiezingen van 14 oktober 2012 traditioneel de grootste partij. De Dorpspartij van Peter Reekmans deed het daarentegen bijzonder goed: de partij haalde uit het niets evenveel gemeenteraadszetels binnen en levert met Peter Reekmans als lijstduwer meteen de populairste politicus van de gemeente.
Meteen nadat de uitslag bekend raakte, nam CD&V het initiatief om een coalitie op de been te brengen. Als snel kwamen CD&V, SAMEN, Open Vld en N-VA tot een bestuursakkoord. Die coalitie (met een nipte meerderheid van 1 zetel) hield echter niet langer dan twee dagen stand. Nadat een verkozene van CD&V uit ontevredenheid overliep naar de Dorpspartij vormde die laatste een coalitie met sp.a.
Tijdens de legislatuur 2013-2018 werd de gemeente bestuurd door een coalitie van de Dorpspartij en sp.a. Ook zij hadden slechts een meerderheid met 1 zetel. Jos Vicca, uittredend sp.a-schepen, werd vanwege zijn ervaring en kennis van de dossiers voorgedragen als burgemeester. Hij moest gedurende één jaar de nieuwe bestuursploeg op weg helpen. In januari 2014 nam Peter Reekmans het burgemeesterschap van hem over. Die laatste was eerste schepen en voorzitter van de gemeenteraad onder het bewind van burgemeester Vicca. Hij was gedurende deze legislatuur de enige burgemeester van Vlaanderen met een LDD-lidkaart.
Na de verkiezingen van 2018 kon Reekmans zijn mandaat verlengen. Zijn partij haalde met 55 procent van de stemmen de absolute meerderheid en ging alleen besturen. Sp.a haalde geen verkozene meer. Bij de gemeenteraadsverkiezingen van 2024 verstevigde de Dorpspartij van Reekmans haar absolute meerderheid tot 73,3 procent en behaalde ze 13 van de 17 zetels. De overige vier zetels werden bezet door Inspraak, een kartellijst van CD&V, SamenGroen en het socialistische Vooruit.

##### Samenstelling gemeenteraad 2024-2030
| Partij | Partij      | Naam                 | Naamstemmen | Nr. |
| ------ | ----------- | -------------------- | ----------- | --- |
|        | Dorpspartij | Peter Reekmans       | 1.355       | 1   |
|        | Dorpspartij | Hilde Holsbeeks      | 859         | 2   |
|        | Dorpspartij | Kris Vanwinkelen     | 855         | 3   |
|        | Dorpspartij | Tom Struys           | 739         | 4   |
|        | Dorpspartij | Hans Hendrickx       | 535         | 5   |
|        | Dorpspartij | Jonas Vangroenendael | 520         | 6   |
|        | Dorpspartij | Ronny Vergeylen      | 479         | 7   |
|        | Dorpspartij | Simon Vandermeulen   | 435         | 8   |
|        | Dorpspartij | Leen Schrevens       | 373         | 9   |
|        | Dorpspartij | Geert Grootjans      | 368         | 10  |
|        | Dorpspartij | Liesbeth Veuchelen   | 362         | 11  |
|        | Dorpspartij | Fien Goemans         | 339         | 12  |
|        | Inspraak    | Wannes Vanderstukken | 330         | 13  |
|        | Inspraak    | Eric Gijsermans      | 320         | 14  |
|        | Dorpspartij | Yvette Sterkendries  | 315         | 15  |
|        | Inspraak    | Greet Holsbeek       | 307         | 16  |
|        | Inspraak    | Anita Van Serum      | 271         | 17  |

## Diensten
De gemeentelijke basisschool is een fusie van scholen uit de drie onderwijsnetten, wat een unicum is in Vlaanderen.

## Economie
In Glabbeek bevindt zich een filiaal van de Belgische Fruitveiling, waardoor Glabbeek het centrum is van de fruitteelt in de omliggende gemeenten.

## Sport
Onder de Glabbeekse sportverenigingen is het voetbal sterk vertegenwoordigd met zes clubs, waaronder vier in het zaalvoetbal en twee in het veldvoetbal. De oudste en grootste veldvoetbalclub is KVZ Glabbeek. De sporthal bevindt zich in Glabbeek-dorp.

## Aangrenzende gemeenten
Aangrenzende gemeenten zijn Tienen, Lubbeek, Tielt-Winge, Bekkevoort en Kortenaken.
| Aangrenzende gemeenten | Aangrenzende gemeenten | Aangrenzende gemeenten | Aangrenzende gemeenten | Aangrenzende gemeenten |
| ---------------------- | ---------------------- | ---------------------- | ---------------------- | ---------------------- |
| Tielt-Winge            |                        |                        |                        | Bekkevoort             |
|                        |                        |                        |                        |                        |
| Lubbeek                | Kortenaken             |                        |                        |                        |
|                        |                        |                        |                        |                        |
|                        |                        | Tienen                 |                        |                        |

## Nabijgelegen kernen
Zuurbemde, Bunsbeek, Wever, Attenrode, Meensel, Kapellen